# Stazione di Sassari
Stazione di Sassari vasútállomás Olaszországban, Szardínia régióban, Sassari településen.

## Vasútvonalak
Az állomást az alábbi vasútvonalak érintik:
- Ozieri Chilivani–Porto Torres Marittima-vasútvonal
- Sassari-Alghero-vasútvonal
- Sassari–Sorso-vasútvonal
- Sassari-Tempio-Palau-vasútvonal

## Kapcsolódó állomások
A vasútállomáshoz az alábbi állomások vannak a legközelebb: 
- Sant'Orsola railway halt
- Stazione di Caniga
- Sassari Santa Maria railway station
- Stazione di Santa Maria di Pisa (Stazione di Sorso, Sassari–Sorso-vasútvonal)
- Baddimanna train station